# Kondakow-Plateau
Das Kondakow-Plateau (russisch Кондаковское плоскогорье, Kondakowskoje ploskogorje, jakutisch Кондаков хаптал хайалаах сирэ) ist ein bis zu 498 m hohes, etwa 200 mal 150 km großes im Nordosten der Republik Sacha (Jakutien) von Sibirien und Russland (Asien) gelegenes Mittelgebirge.

## Geographische Lage
Das Kondakow-Plateau liegt als felsiges Gebirge durchschnittlich rund 450 km nördlich des nördlichen Polarkreises zwischen Jana-Indigirka-Tiefland und Kolyma-Tiefland, den West- und Ostteilen des Ostsibirischen Tieflands, das wiederum westlich, südlich und östlich vom Ostsibirischen Bergland und nördlich von der Laptewsee (Randmeer des Nordpolarmeers) umgeben ist.
Das Gebirge fällt nach Norden und Nordosten in das Mündungsdelta der Indigirka ab. Östlich liegt das Kolyma-Tiefland, das vor allem von der Kolyma, aber auch von der im benachbarten Ulachan-Sis-Rücken entspringenden Sundrun durchflossen wird. Zu dieser Gebirgskette leitet die Landschaft über die Flusstäler der Großen Ertscha und des nordöstlich von dieser fließenden Schandrin über. In westlichen Richtungen fällt sie in das Jana-Indigirka-Tiefland ab, das von der Indigirka durchflossen wird. 
Zu den höheren Bergzügen des Kondakow-Plateaus gehören der nördliche Bonga-Taga-Rücken und das südliche Moxolukangebirge und der höchste Berg ist der in seinem Westteil gelegene Punga-Chaja (498 m).

## Geologie, Flora und Fauna
Geologisch betrachtet besteht das Kondakow-Plateau aus Sandsteinen, Silten und Tonschiefern des Oberen Jura. Aufgrund der Nähe der arktischen Laptewsee herrscht Permafrostboden vor mit für die Tundra typischer Vegetation aus Moosen und Flechten.

## Ortschaften
Das Kondakow-Plateau ist unbewohnt, jedoch liegen an der Indigirka die  Dörfer Woronzowo und Olenegorsk im Südwesten sowie Chajagasmach und Schamanowo im Westen und Tschokurdach mit dem Flugplatz Tschokurdach.